# Antonio Vico
Antonio Vico (né le 9 janvier 1847 à Agugliano dans les Marches, États pontificaux et mort le 25 février 1929 à Rome), est un diplomate du Saint-Siège et un cardinal italien de l'Église catholique du début du XXe siècle, nommé par le pape Pie X.

## Biographie
Il est le fils d'un conseiller communal d'Agugliano, Luigi Vico, et entre au séminaire d'Ancône grâce aux libéralités du marquis Ruffini.
Il entre au collège capracinien de Rome, puis poursuit ses études à l'université pontificale grégorienne, où il obtient un doctorat de philosophie, de théologie et utroque jure (droit canonique et civil). Il est ordonné prêtre en septembre 1873 à Ancône, à une époque où la papauté vient d'être privée des États pontificaux. Il est nommé secrétaire à la nonciature apostolique de Madrid en 1877 et trois ans plus tard à la délégation apostolique de Constantinople, sous le pontificat de Léon XIII. il est élevé au rang d'auditeur à la nonciature de Paris entre 1883 et 1887, puis retourne à celle d'Espagne de 1887 à 1893. Ensuite il est à la nonciature de Lisbonne (en) de 1893 à 1897. Il est nommé délégué apostolique et légat extraordinaire en Colombie (en), le 24 novembre 1897 recevant sa consécration épiscopale avec le siège d'archevêque in partibus infidelium de Philippes (de), le 9 janvier 1898.
Il collabore à la réalisation de l'accord entre les États-Unis et la Colombie à propos du canal de Panama.
Saint Pie X nomme Mgr Vico nonce apostolique à Bruxelles (en) le 4 février 1904 (il évite une rupture entre l'abbé Daens et le pape), puis à Madrid avec facilité d'être légat a latere, le 21 octobre 1907. Pie X le crée cardinal-prêtre au consistoire du 27 novembre 1911 avec le siège de Saint-Calixte. Il intervient pour freiner les dissensions entre le gouvernement espagnol et le Saint-Siège. Il entame une carrière à la curie. Le cardinal Vico participe au conclave de 1914, à l'issue duquel Benoît XV est élu, et au conclave de 1922 (élection de Pie XI).
Il est camerlingue du Sacré Collège entre le 22 janvier 1915 et le 4 décembre 1916, puis il est nommé pro-préfet de la Sacrée Congrégation des rites, le 11 février 1915. Il est élevé à l'ordre de cardinal-évêque avec le siège de Porto et Sainte-Rufine, le 6 décembre 1915. Il devient préfet de la Sacrée Congrégation des rites le 8 juillet 1918, charge qu'il exerce jusqu'à sa mort. Il consacre solennellement la basilique de Montmartre le 16 octobre 1919 en présence d'un grand nombre de dignitaires ecclésiastiques. Le 30 septembre 1925, il décerne - en tant que légat du pape Pie XI - une rose d'or à la ville de Lisieux à l'issue d'une procession solennelle et d'une messe avec des milliers de fidèles, en l'honneur de sainte Thérèse de l'Enfant-Jésus qu'il a contribué à faire récemment canoniser (en tant que préfet de la Sacrée Congrégation des rites), ainsi que Jeanne d'Arc et Gabriel de l'Addolorata. Il signe le décret reconnaissant l'héroïcité des vertus de Bernadette Soubirous, en décembre 1923.
Il meurt d'une grippe, un mois après le cardinal Tosi  et quatre mois après le cardinal De Lai. Il est enterré en l'église du Très-Saint-Sacrement d'Agugliano, sa ville natale.

## Succession apostolique
La succession apostolique est:
- Cardinal Desiré-Félicien-François-Joseph Mercier (1906)
- Cardinal Vicente Casanova y Marzol (1908)
- Archevêque Francisco María Cervera y Cervera (de), O.F.M. (1908)
- Évêque Manuel Basulto y Jiménez (1910)
- Archevêque Nicola Monterisi (it) (1913)
- Évêque Antonio Vicente Arenas y Rueda (1914)
- Évêque Giovanni Maria Zonghi (de) (1914)
- Évêque Fidel García (es) (1921)
- Archevêque Filippo Cortesi (1921)
- Archevêque George J. Caruana (en) (1921)
- Archevêque Pietro Pomares y de Morant (it) (1921)